# Cryptophasa albacosta
Cryptophasa albacosta, the small fruit tree borer, là một loài bướm đêm thuộc họ Xyloryctidae. Loài này được mô tả bởi John Lewin vào năm 1805, và được phát hiện ở Úc, tại các bang New South Wales, Queensland, South Australia, Tasmania và Victoria.

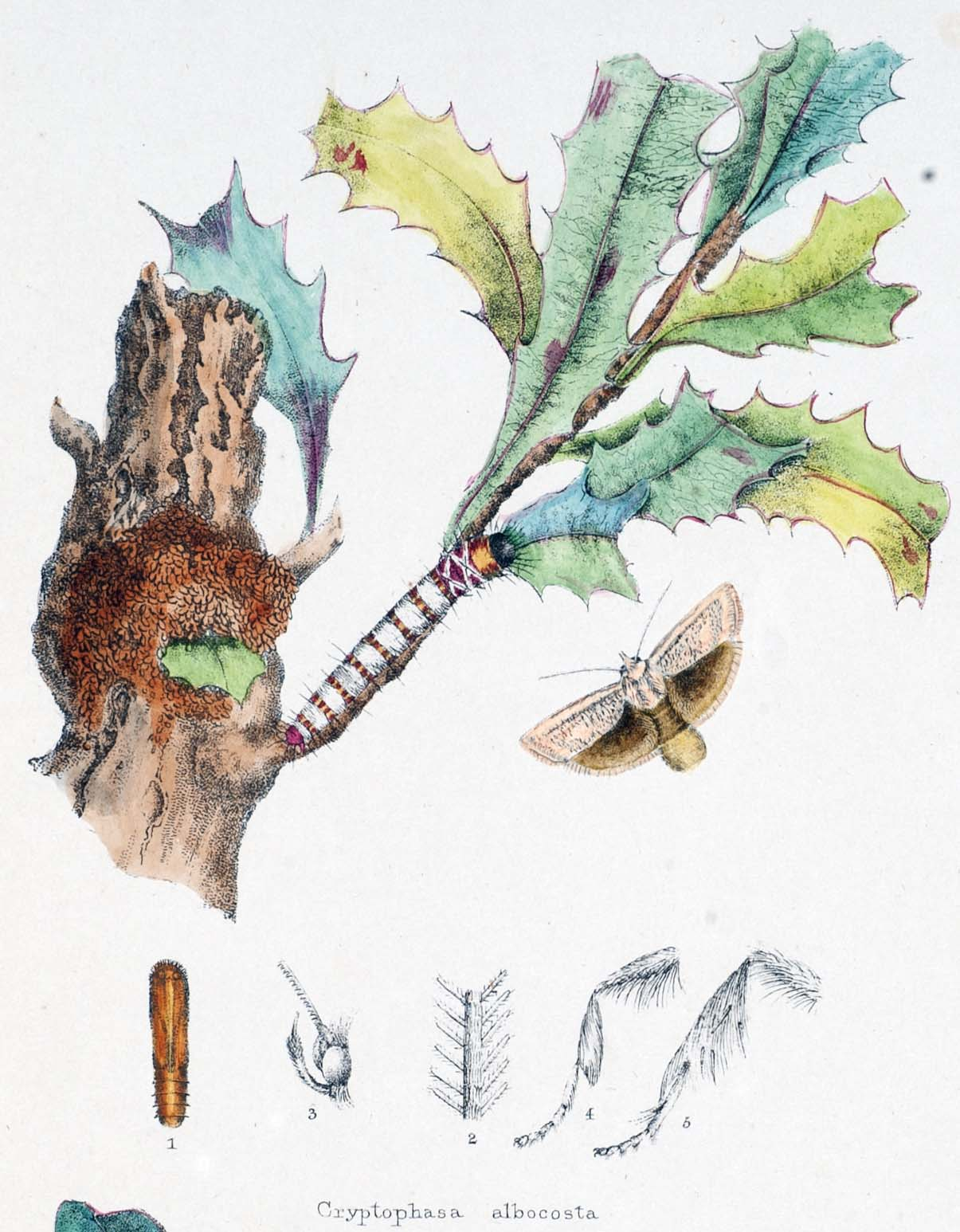
Plate depicting the life cycle of Cryptophasa albacosta

Ấu trùng ăn Banksia serrata, Macadamia integrifolia, Ceratopetalum gummiferum, Callicoma serratifolia, cũng như các loài Tamarix, dương, mơ và mận.